# Каланель
Калане́ль (фр. Calanhel, брет. Kalanel) — коммуна во Франции, находится в регионе Бретань. Департамент — Кот-д’Армор. Входит в состав кантона Каллак. Округ коммуны — Генган.
Код INSEE коммуны — 22024.

## География
Коммуна расположена приблизительно в 440 км к западу от Парижа, в 140 км западнее Ренна, в 55 км к западу от Сен-Бриё.

## Население
Население коммуны на 2016 год составляло 211 человек.
| 1962 | 1968 | 1975 | 1982 | 1990 | 1999 | 2008 | 2016 |
| ---- | ---- | ---- | ---- | ---- | ---- | ---- | ---- |
| 459  | 522  | 422  | 362  | 318  | 264  | 252  | 211  |

## Администрация
| Период | Период | Фамилия        | Партия | Примечания |
| ------ | ------ | -------------- | ------ | ---------- |
| 1945   | 1952   | Гийом Люка     |        |            |
| 1952   | 1962   | Поль Бурдоннек |        |            |
| 1962   | 1983   | Артюр Люка     |        |            |
| 1983   | 2014   | Ив Ле Кере     |        |            |

## Экономика
В 2007 году среди 145 человек в трудоспособном возрасте (15—64 лет) 104 были экономически активными, 41 — неактивными (показатель активности — 71,7 %, в 1999 году было 65,1 %). Из 104 активных работали 87 человек (47 мужчин и 40 женщин), безработных было 17 (12 мужчин и 5 женщин). Среди 41 неактивных 16 человек были учениками или студентами, 11 — пенсионерами, 14 были неактивными по другим причинам.

## Достопримечательности
- Церковь Сен-Венсан (XV век)
  - Потир, дискос (XVII век). Исторический памятник с 1964 года[3]
- Часовня Сен-Мор (1778 год)
- Баптистерий (XVI—XVII века)
- Фонтан Сен-Мор (1717 год). Исторический памятник с 1927 года[4]